# Aït R'zine
Aït R'zine è un comune dell'Algeria, situato nella provincia di Béjaïa.